# Bond Cars
Bond Cars Ltd war ein britischer Automobilhersteller. Die Firma wurde von Lawrie Bond in Preston, Lancs 1948 gegründet. Zunächst „Sharps Commercials Ltd“ benannt, wurde der Name 1965 zu „Bond Cars Ltd“ geändert. Das Unternehmen wurde von Reliant Motor Co Ltd aus Tamworth, Staffs 1970 übernommen. Der neue Besitzer schloss die Fabrik in Preston, nutzte die Marke „Bond“ aber bis 1974 für Fahrzeuge aus der eigenen Fabrik in Tamworth.

## Bond Minicar

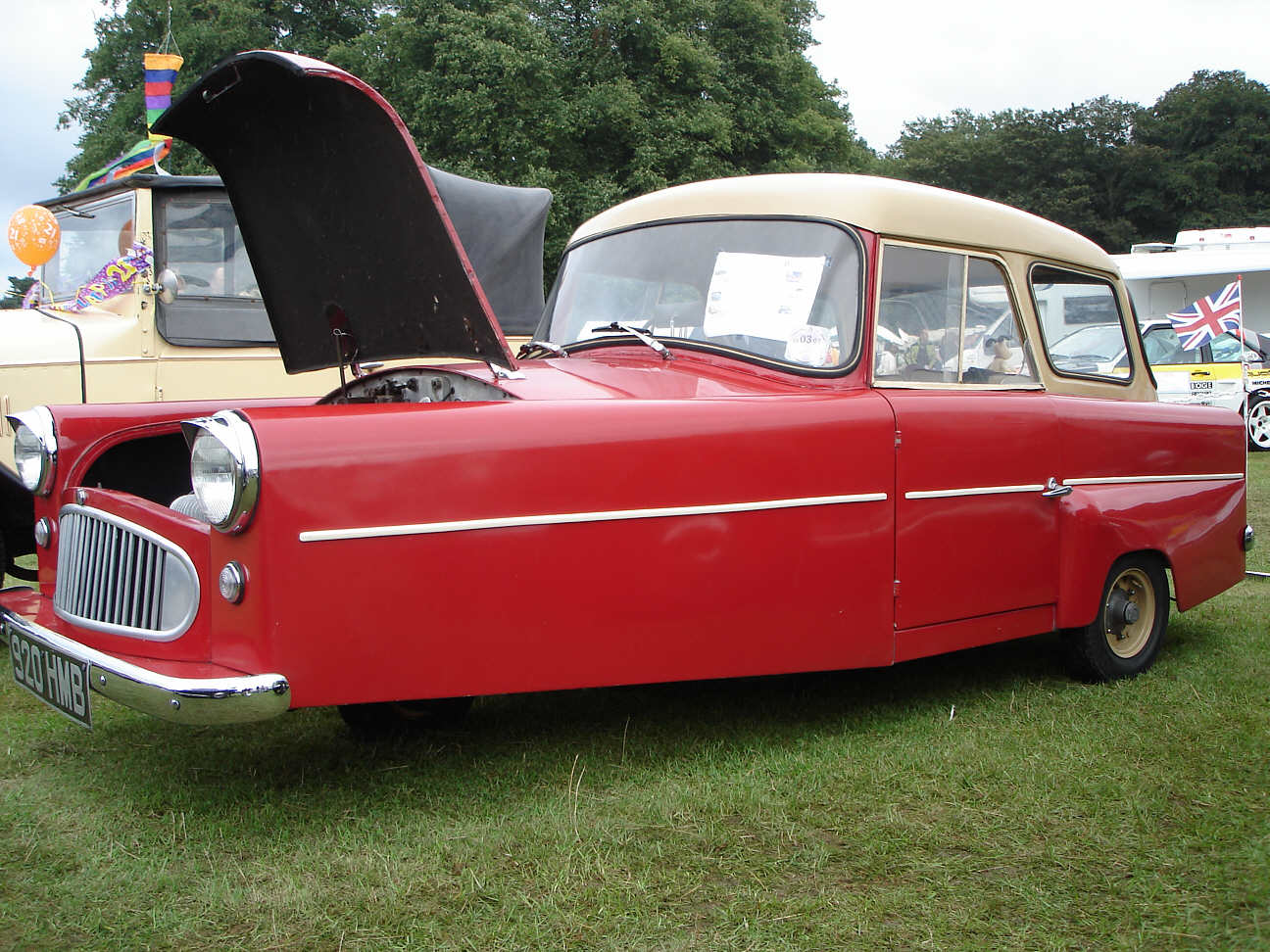
1959 Bond Minicar Mark F

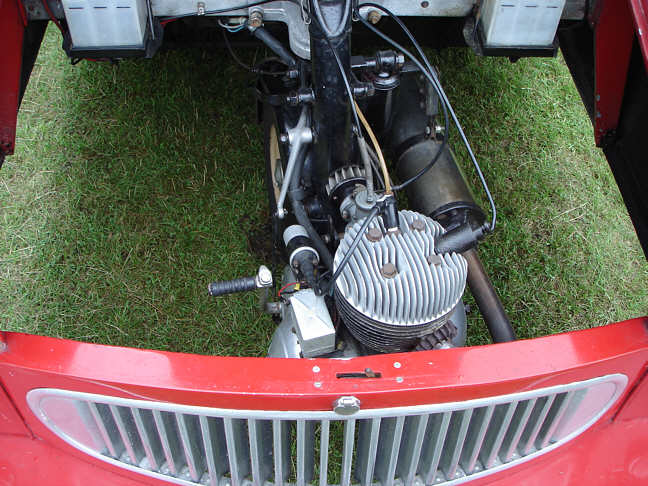
Der Motorraum eines 1959er Minicar. (Zu beachten: der unveränderte Kickstarter links)

Bond Cars begann mit der Herstellung eines Dreirads 1949. Es wurde „Minicar Mark A“ genannt und wurde von einem Einzylinder-Zweitakter von Villiers mit 122 oder 197 cm³ angetrieben. Die Karosserie bestand überwiegend aus Aluminium, bei einigen Modellen wurde auch glasfaserverstärkter Kunststoff für einige Teile verwendet. Das Fahrzeug war ein Erfolg. Dreiräder wurden in Großbritannien wie Motorräder mit Seitenwagen behandelt und konnten mit einer niedrigen Führerscheinklasse gefahren werden. Außerdem waren sie steuerlich begünstigt. Die zweite Stufe war der Mark B, gefolgt vom Mark C, Mark D, Mark E, Mark F.
Das Minicar durchlief sieben Entwicklungsstufen, gipfelnd im „Mark G“ 1961. Verschiedene Karosserieversionen wurden angeboten. Größere Motoren wurden eingebaut, zunächst ein 250-cm³-Einzylinder, dann ein gleich großer Twin von Villiers 4T (optional im „Mark G“). Als Motorradmotoren entwickelt, hatten sie keinen Rückwärtsgang. Dies war aber nur ein kleiner Nachteil, weil Motor, Schaltung und Vorderrad eine Einheit bildeten, die per Steuerrad um 90 Grad nach rechts und links gedreht werden konnte. So hatte das Fahrzeug einen sehr kleinen Wendekreis und konnte fast auf der Stelle drehen.
Eine besondere Art Rückwärtsgang wurde späteren Modellen eingebaut. Er funktionierte, indem die Maschine gestoppt und rückwärts angelassen werden konnte. Dies wurde durch ein Rückwärtslaufenlassen der Dynastart-Einrichtung erreicht, einer Kombination aus Anlasser und Lichtmaschine.
Die letzten Minicars wurden 1966 gebaut.

## Bond Equipe 1963–1970
Der Equipe war Bonds erstes Vierrad-Fahrzeug, ein Sportwagen mit zweitüriger Fiberglas-Karosserie, die auf ein Triumph-Herald-Fahrgestell mit dem 1147 cm³ (später 1296 cm³) Doppelvergaser-Motor des Triumph Spitfire montiert wurde. Ab 1967 basierte der Equipe auf dem Zweiliter-Sechszylinder-Triumph Vitesse. Ein Cabriolet wurde ab 1968 gebaut.

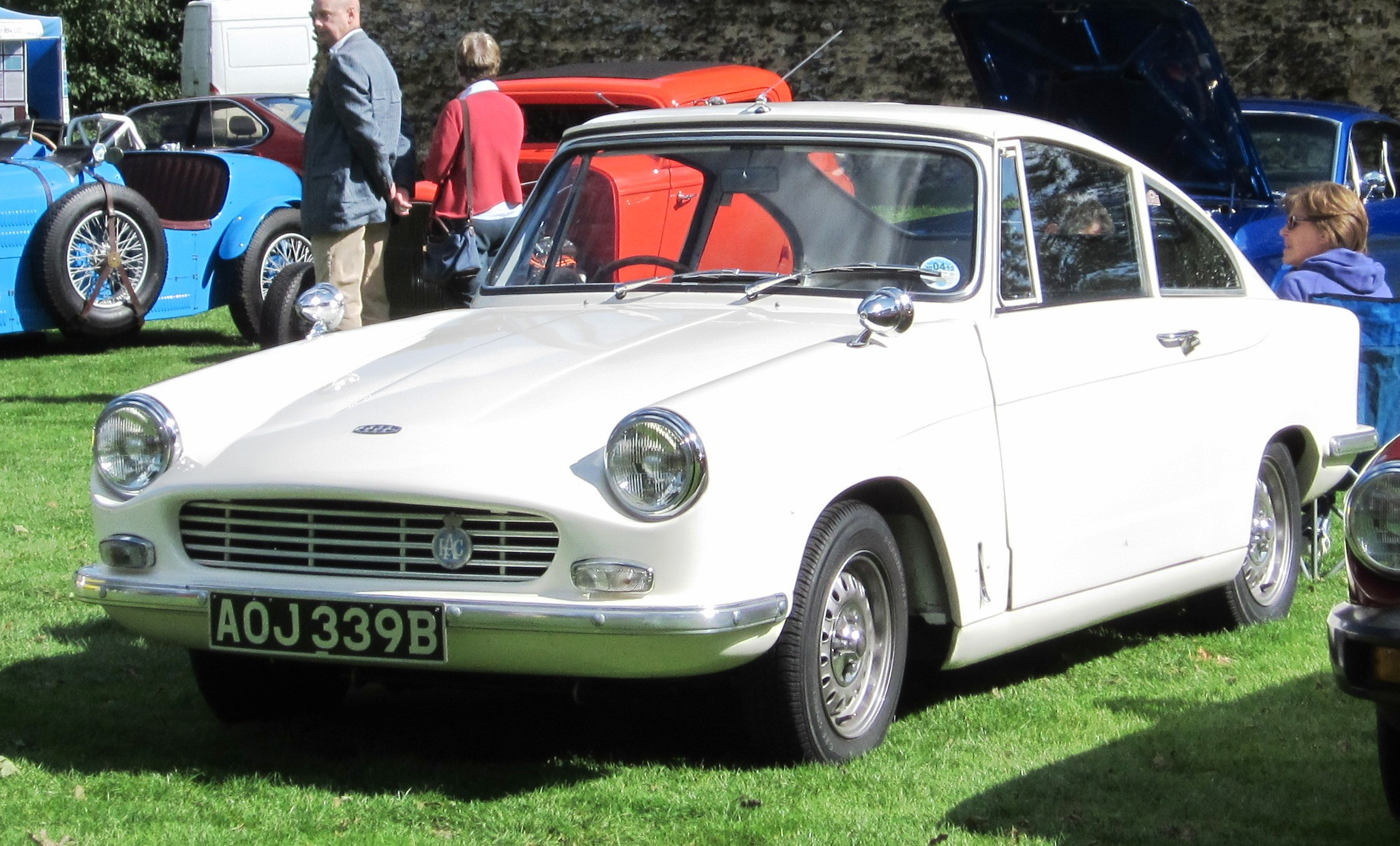
Equipe, 1147 cm³, 1964
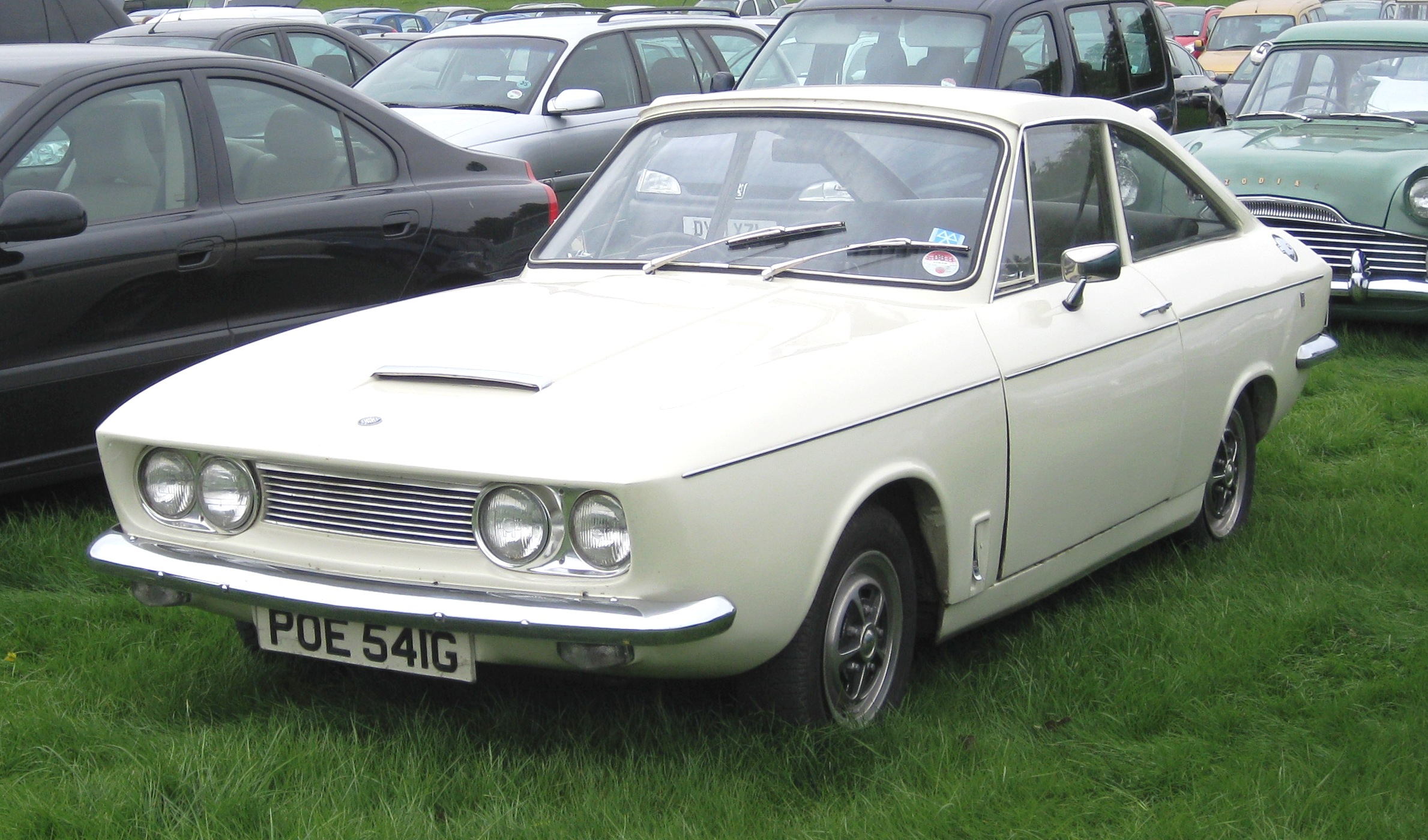
Equipe, 2 L, 1969
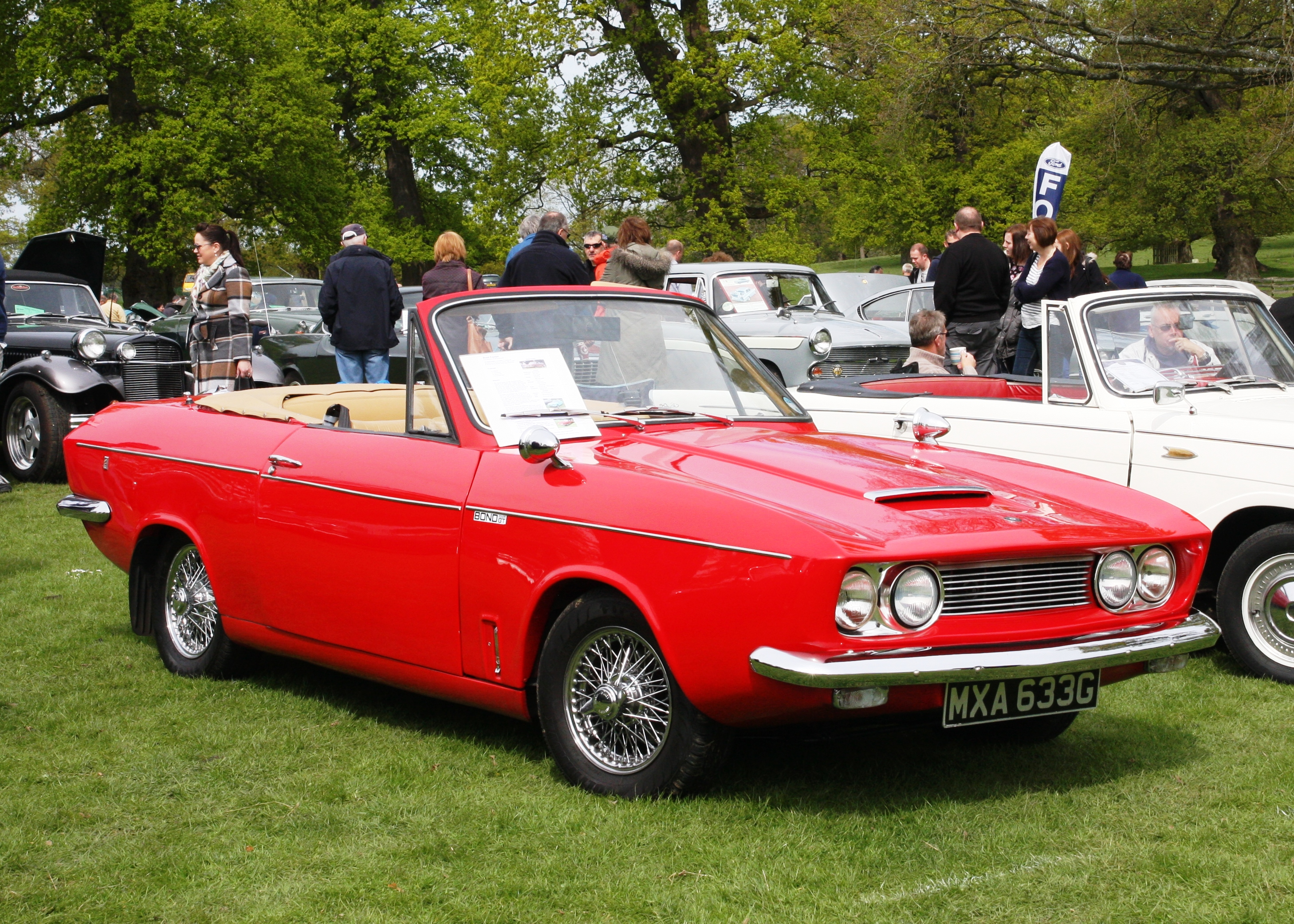
1969

## Bond 875 1965–1970
Der Bond 875 war ein Dreirad mit 875 cm³ großem Viertakt-Heckmotor aus dem Hillman Imp. Er wurde bei der Übernahme durch Reliant eingestellt.

## Bond Bug 1970–1974

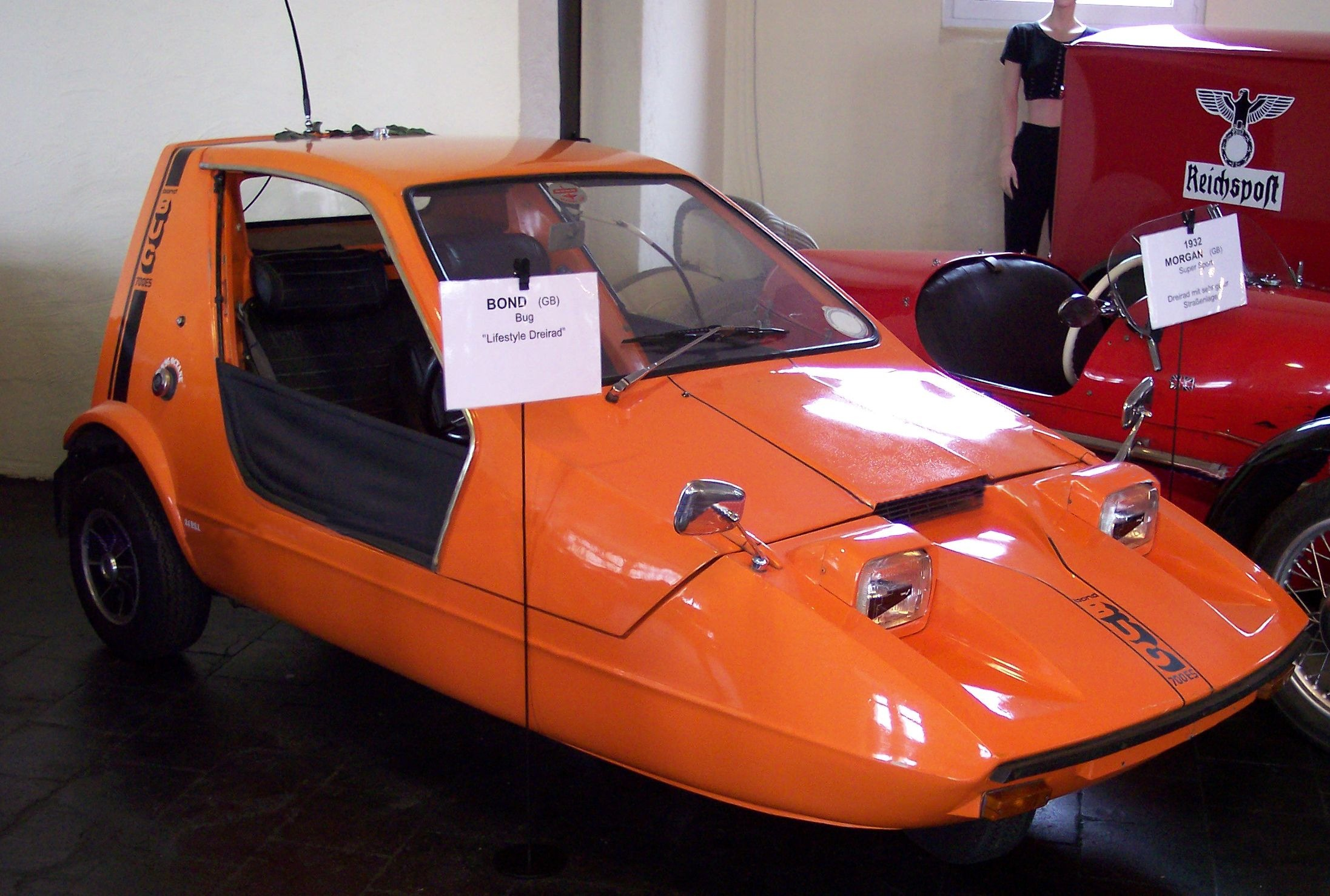
Bond Bug

Der Bond Bug war das wohl bekannteste Werk der Firma, ein Dreirad mit Reliant-700 cm³-Vierzylinder und einer Spitzengeschwindigkeit von 75 mph. Die meisten Bond Bug waren leuchtorangefarben. Die von Tom Karen von Ogle Design entworfene Karosserie galt als modisch. Zugang zum Auto hatten die Passagiere, indem sie das komplette Dach vorklappten.

## Andere Produkte
Bond baute außerdem Motorroller, einen Motorski, Anhänger, Zelte, Koffer und mehr.